# Asplenium mangindranense
Asplenium mangindranense là một loài dương xỉ trong họ Aspleniaceae. Loài này được Tardieu mô tả khoa học đầu tiên năm 1955.
Danh pháp khoa học của loài này chưa được làm sáng tỏ. 